# 18 (album)
18 je šesté studiové album amerického hudebníka Mobyho. Vydáno bylo v roce 2002 a v hitparádě Billboard 200 se umístilo na čtvrté příčce. Mezi hosty, kteří se na albu podíleli, jsou například Azure Ray, MC Lyte, Angie Stone a Sinéad O'Connor. Píseň „Extreme Ways“, která je součástí této desky, byla použita ve filmu Agent bez minulosti. Další ze singlů, „We Are All Made of Stars“, se umístil na 11. příčce hitparády UK Singles Chart.

## Seznam skladeb
1. „We Are All Made of Stars“ – 4:33
2. „In This World“ – 4:02
3. „In My Heart“ – 4:36
4. „Great Escape“ – 2:08
5. „Signs of Love“ – 4:26
6. „One of These Mornings“ – 3:12
7. „Another Woman“ – 3:56
8. „Fireworks“ – 2:13
9. „Extreme Ways“ – 3:57
10. „Jam for the Ladies“ – 3:21
11. „Sunday (The Day Before My Birthday)“ – 5:09
12. „18“ – 4:28
13. „Sleep Alone“ – 4:45
14. „At Least We Tried“ – 4:08
15. „Harbour“ – 6:27
16. „Look Back In“ – 2:20
17. „The Rafters“ – 3:22
18. „I'm Not Worried at All“ – 4:13